# Công viên Thống Nhất

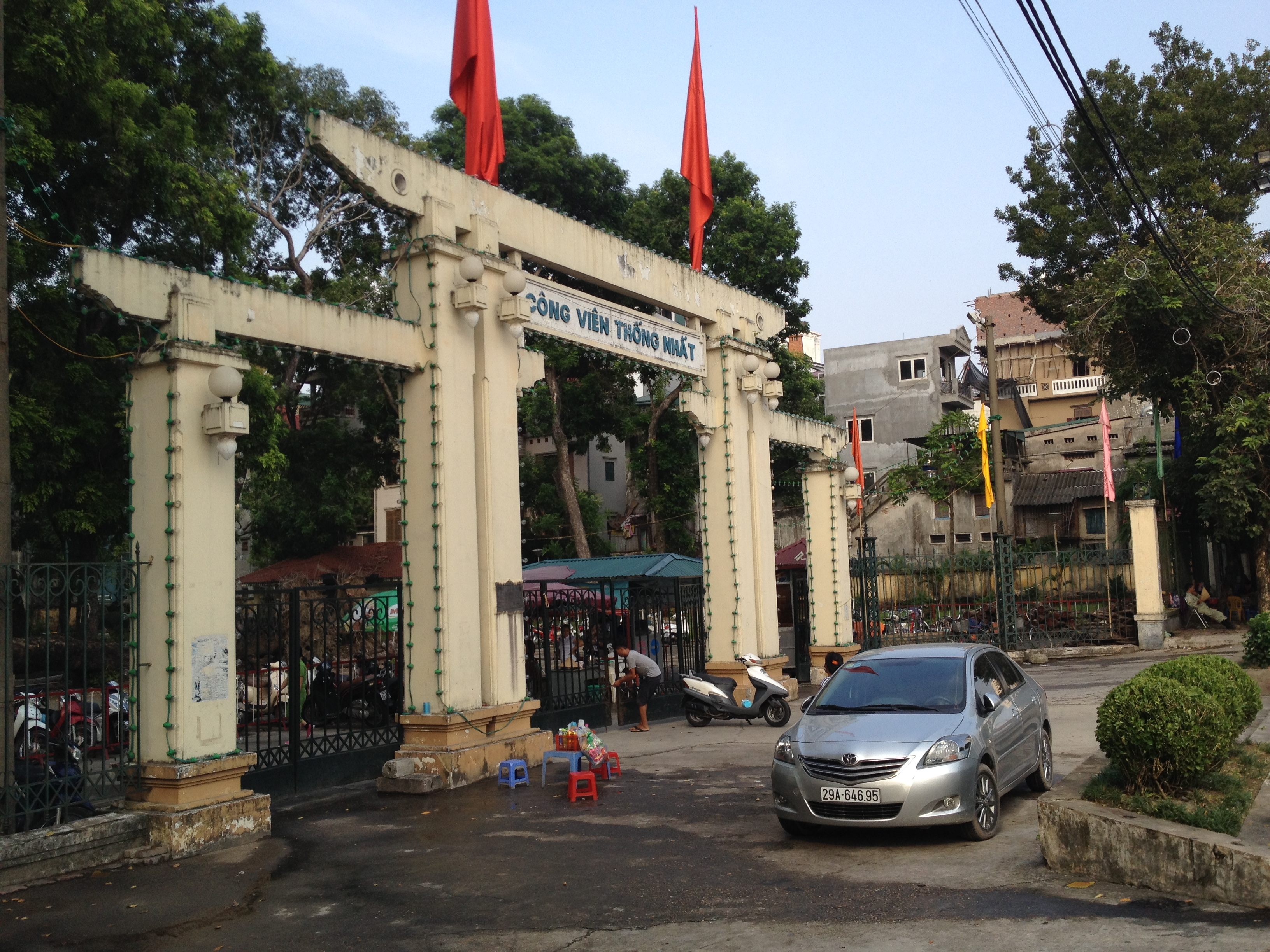
Lối vào ở Đại Cồ Việt.

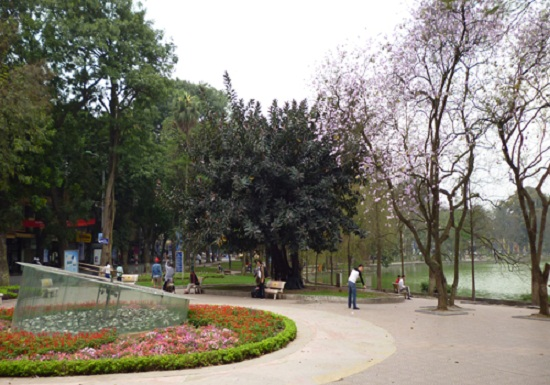
Cảnh đẹp công viên Thống Nhất.

Công viên Thống Nhất là một trong những công viên lớn ở Hà Nội, Việt Nam. Trong công viên có Hồ Bảy Mẫu. Nó tiếp giáp với 4 mặt phố: phố Trần Nhân Tông, Nguyễn Đình Chiểu, Lê Duẩn và Đại Cồ Việt, thuộc địa bàn quận Hai Bà Trưng, thành phố Hà Nội. Là một trong những công viên lớn của Hà Nội, có Hồ Bảy Mẫu nằm ở trung tâm, tuy tiếp giáp tới tận 4 mặt phố nhưng công viên lại rất yên tĩnh, thoáng mát, luôn là lựa chọn lý tưởng để thư giãn, vui chơi, sinh hoạt nhóm, hay học tập. Có 2 lối vào cổng, một là trên Phố Lê Duẩn, Hai Bà Trưng, gần với Rạp Xiếc Trung Ương; cổng còn lại nằm trên Phố Đại Cồ Việt, đối diện Đại học Bách Khoa, có thể dễ dàng di chuyển tới đây bằng mọi phương tiện: Xe máy, xe buýt hoặc ô tô. Nếu di chuyển bằng phương tiện cá nhân thì ngoài cổng công viên có chỗ gửi xe. Hoặc có thể di chuyển bằng xe buýt với các tuyến đi qua công viên là 03A 08B, 09B ,30, 32, 35A ,41, 44 và 51.

## Lịch sử
Năm 1954, đất nước còn đang chịu cảnh Bắc Nam chia cắt. Miền Bắc bước vào giai đoạn xây dựng Xã hội chủ nghĩa. Miền Nam vẫn gánh chịu chiến tranh. Bấy giờ, những cán bộ viên chức Miền Nam chọn một nơi công cộng để tụ họp, tổ chức sinh hoạt hàng tháng. Nơi đó là công viên Thống Nhất. Công viên Thống Nhất xây dựng dựa trên sự lao động tự nguyện của người Hà Nội với mong muốn đất nước sớm có ngày thống nhất.
Có một thời gian, Công viên Thống Nhất mang tên công viên Lê Nin (1980–2003). Từ khi vườn hoa Chi Lăng được đặt tên công viên Lê Nin, công viên Thống Nhất mới dùng lại tên cũ.